# Eudorellopsis biplicata
Eudorellopsis biplicata är en kräftdjursart som beskrevs av William Thomas Calman 1912. Eudorellopsis biplicata ingår i släktet Eudorellopsis och familjen Leuconidae. Inga underarter finns listade i Catalogue of Life.